# Uitgeest
Uitgeest – gmina w Holandii, w prowincji Holandia Północna.

## Miejscowości
Assum, Limmerkoog.